# Metaclisis quinda
Metaclisis quinda är en stekelart som först beskrevs av Walker 1842.  Metaclisis quinda ingår i släktet Metaclisis och familjen gallmyggesteklar. Inga underarter finns listade i Catalogue of Life.